# Fright Night (2011)
Fright Night is een Amerikaanse horrorfilm uit 2011 geregisseerd door Craig Gillespie. Het is een filmadaptie van het gelijknamige boek van Marti Noxon alsook een remake van de film uit 1985. De film werd geproduceerd door DreamWorks Pictures en verdeeld door Touchstone Pictures.

## Verhaal
Charley Brewster is een tiener in een buitenwijk van Las Vegas. Onlangs werd Jerry Dandrige zijn buurman. Klasgenoot Edward merkt op dat de laatste tijd heel wat leerlingen spoorloos verdwijnen. Nadat Edward insinueert dat Jerry een vampier is, verbreekt Charley de vriendschap. Deze vriendschap was trouwens al wankel sinds Charley een jaar eerder koos voor meer hippe vrienden. Wanneer Edward de volgende dag niet aanwezig is op school, start Charley een onderzoek. Hij vindt in Edwards kamer enkele videobanden met opnames rondom het huis van Jerry. Hieruit blijkt dat Jerry inderdaad een vampier is.
Charley dringt het huis van Jerry binnen. Hij neemt enkele foto's en vindt in een soort isoleercel een jongedame die net door Jerry werd gebeten. Charley kan haar bevrijden, maar eenmal buiten ontploft de jongedame omwille van het zonlicht aangezien zij ondertussen een half-vampier is.
Daarop neemt Charley contact op met Peter Vincent. Hij is de extravagante presentator van het programma Fright Night waar hij verklaart een roemrijke vampierenjager te zijn. Peter gelooft Charley niet en zet hem aan de deur.
Charley tracht zijn moeder Jane en vriendin Amy te overtuigen dat Jerry wellicht een moordenaar is. Zij geloven hem niet tot wanneer Jerry hun huis doet ontploffen en zich daarna omvormt tot vampier. Charley, Jane en Amy vluchten met de auto, maar Jerry achtervolgt hen. Zij worden tegengehouden door een agent die niet veel later wordt vermoord door Jerry. Daarop wil Jerry Charley vermoorden, maar Jane doorboort het lichaam van Jerry met een verkeersbord waarop de vampier afdruipt.
Ondertussen bekijkt Peter de foto's die Charley had achtergelaten. Peter komt tot de conclusie dat Charley niet loog en contacteert hem. Charley en Amy rijden naar diens appartement. Daar verklaart Peter dat Jerry wellicht niet dood is. Vampiers kunnen aan regeneratie doen. Volgens hem kan Jerry enkel uitgeschakeld worden door zijn hart te doorboren. Niet veel later vraagt een koerier toestemming om een pakje te leveren. Dit blijkt Edward te zijn. Hij werd eerder in de film door Jerry overtuigd om vrijwillig een vampier te worden om zo wraak te nemen op iedereen die hem uitlacht. Er ontstaat een gevecht tussen Charley en Edward waarbij Edward omkomt. Niet veel later arriveert Jerry. Hij overmeestert Amy, bijt haar en neemt haar mee.
Peter weigert om Charley te helpen in de zoektocht naar Jerry en Amy. Hij geeft Charley wel een degen dat door de aartsengel Michaël werd gezegend. Charley gaat naar Jerry's huis waar hij Peter ontmoet. Peter is van mening veranderd omdat Jerry de vampier is die lange tijd geleden ook zijn ouders doodde.
Peter en Charley belanden in de kelder waar ze worden aangevallen door een horde half-vampiers waaronder ook Amy. Charley, in een vuurafstotend pak steekt zichzelf in brand. Peter verklaarde eerder dat vampiers hun concentratie verliezen door vuur. Een brandende Charley springt op Jerry en tracht het degen in diens lichaam te steken. Omdat Charley het degen verliest, tracht Peter het houten plafond te vernielen om zo zonlicht in de kelder te brengen. Wanneer dat lukt, schiet Jerry in brand. Charley geraakt terug in bezit van het degen en doorboort Jerry's hart waardoor hij sterft en alle half-vampiers weer gewone mensen worden.

## Rolverdeling
| Acteur                   | Personage        |
| ------------------------ | ---------------- |
| Anton Yelchin            | Charley Brewster |
| Colin Farrell            | Jerry Dandridge  |
| Christopher Mintz-Plasse | Edward Lee       |
| David Tennant            | Peter Vincent    |
| Imogen Poots             | Amy Peterson     |
| Toni Collette            | Jane Brewster    |
| Dave Franco              | Mark             |
| Reid Ewing               | Ben              |
| Will Denton              | Adam             |
| Sandra Vergara           | Ginger           |
| Lisa Loeb                | Victoria Lee     |
| Grace Phipps             | Bee              |

## Trivia
Chris Sarandon, die de rol van Jerry vertolkte in de film uit 1985, heeft in deze film een kleine rol: een motorrijder die door Jerry wordt vermoord.